# Nacionalni arheološki muzej Magna Graecia
Nacionalni arheološki muzej Magna Graecia (Museo Nazionale della Magna Grecia, tudi Museo Archeologico Nazionale di Reggio Calabria) ali palača Piacentini je muzej v Reggio di Calabria, južna Italija, ki hrani arheološko zbirko iz najdišč v Magna Graecia.
Nacionalni arheološki muzej Magna Graecia, ki je bil sprva oblikovan z jedrom materiala, ki je bil v 19. stoletju odstopljen iz mestnega Museo Civico, je nato rasel s številnimi odkritji v različnih izkopavanjih v starodavnih mestih-državah Kalabrija, Bazilikata in Sicilija, ki jih je opravila Soprintendenza Archeologica della Calabria, vse do danes, vključno z Bronastima bojevnikom. So izjemno pomembni za študije 8. stoletja pr. n. št., vendar imajo tudi več predmetov iz prazgodovinskih in protozgodovinskih obdobij, ki so pred njimi, ter starorimske in bizantinske dobe, ki sta sledili. Danes nove najdbe v Kalabriji niso več prikazane in shranjene v enem samem muzeju, temveč razstavljene tam, kjer so bile najdene, saj je količina novih odkritij omogočila ustanovitev manjših lokalnih muzejev zanje (v Crotone, Locri, Roccelletta di Borgia, Sibari, Vibo Valentia in Lamezia Terme). Ti so skupaj vzeti kot museo reggino.

## Museo Nazionale
Najbolj opazne njegove zbirke so:
- Dve veliki, dobro ohranjeni bronasti skulpturi bronasta bojevnika iz Riace iz 5. stoletja pr. n. št., najdeni v provinci Reggio, veljata za najpomembnejši bronasti skulpturi iz grškega obdobja in med redkimi ohranjenimi deli njenih mojstrov kiparjev. Nedavne študije kažejo, da morda predstavljajo Tideja in Amfiaraja iz večje skupine sedmih proti Tebam.
- Glava filozofa iz Porticella je redek primer grškega portreta
- Marmorni Reggio Kouros je nedavna pridobitev muzeja (prikazan na zimskih olimpijskih igrah leta 2006 v Torinu kot arhetip zmagovitega grškega športnika)
- Marmorna Apolonova glava iz Ciròja
- Skupina Dioskurov, ki je padla s svojega konja v bitki pri Sagri, iz mesta Epizefiri
- Bronaste mize iz arhiva Zeusovega templja v Locri Epizephyrii
- Ogromna zbirka pinakes, terakota ex votos/ s posilstvom Perzefone iz Locri Epizephyrii
- Bogata zbirka nakita, bronastih ogledal, kovancev in medalj.

Mestna umetniška galerija ali Pinacoteca comunale je bila v muzeju, dokler leta 2008 ni bila dokončana namenska struktura zanjo. Vključuje dve plošči sv. Hieronima in Abrahama Antonella da Messine.

### Palazzo Piacentini
Stavbo je zasnoval Marcello Piacentini (po katerem je dobila ime) in je bila zgrajena med letoma 1932 in 1941. Zaznamujeta jo ogromen volumen in monumentalnost, sestavljena je iz pritličja iz črnega lava kamna 'bugnato', ki povezuje različne višine Corso Garibaldi in Via Vittorio Veneto. Na tem počivajo veliki travertinski pilastri in velika okna za razstavne galerije v prvem nadstropju. Ta velika okna naredijo galerije odprte, zračne in svetle ter omogočajo bolj gladke in neprekinjene poti med njimi. Na glavni fasadi je serija velikih ilustracij starodavnih valut mest Magna Graecia. Po odprtju so bili številni prostori v pritličju odprti tudi kot galerije (čeprav niso bili tako zasnovani), danes pa muzej zaseda vse razpoložljive prostore v vseh nadstropjih (tri nadstropja in klet).
Nadstropja
- pritličje:

Prazgodovina in prazgodovina, s predmeti iz Kalabrije
prvi od dveh razdelkov o kolonijah Magna Grecia s predmeti iz izkopavanj v Locri Epizephyrii;
- prvo nadstropje:

razdelek del razdelka o kolonijah s predmeti iz izkopavanj v Rhegionu, Mataurosu, Medmi, Kaulonu in drugih izkopavanjih v teku;
numizmatika;
rimski in bizantinski;
- drugo nadstropje:

Pinacoteca comunale, ki čaka na namensko zgradbo;
- klet:

oddelek za podvodno arheologijo, ustanovljen leta 1981, vključno z obsežno zbirko sider in amfor ter bronastih predmetov Riace in Porticello.

## Zgodovina muzeja
Začetki Museo Nazionale di Reggio Calabria segajo v leto 1882 z ustanovitvijo Museo Civico, ki je v novem ozračju nacionalne enotnosti zbiral in širil kulturo lokalnim ljudem z razstavljanjem slik, predmetov lokalne zgodovine in kulture, arheoloških najdb in spominkov na Il Risorgimento. Tako je nastal Museo Civico di Reggio s sedežem v obalni Palazzo Arcivescovile in sestavljen iz etnologije, srednjeveške umetnosti, moderne umetnosti, umetnosti Risorgimento in numizmatičnih oddelkov. Leta 1907 je bila pod vodstvom slavnega arheologa Paola Orsija ustanovljena Soprintendenza Archeologica della Calabria - izvajala je intenzivna izkopavanja v Reggiu, Locriju in v glavnih središčih arheološkega zanimanja v Kalabriji. Po potresu leta 1908, ki je uničil mesto, je Paolo Orsi predlagal ustanovitev nacionalnega muzeja, ki bi poleg tistih iz mestnih zbirk Reggia razstavljal predmete z državnih izkopavanj.
Soprintendenza Archeologica je bila ustanovljena leta 1925 v Reggiu in je leta 1932 začela graditi stavbo za Museo Centrale della Magna Grecia ali Museo Nazionale della Magna Grecia. Zasnoval ga je Marcello Piacentini, eden najbolj znanih italijanskih arhitektov prve polovice 20. stoletja, ki je ustvaril prvo italijansko namensko zgrajeno muzejsko stavbo (namesto muzeja, postavljenega v obstoječi stavbi). Njegov prvi kamen je blagoslovil nadškof Carmelo Pujia, nato pa ga je položil princ iz Piemonta in vanj zazidal naslednje besede:
»V avgustovski navzočnosti HRH Umberta in Marie Josè Savojske, s slovesnim ritualom in ljudskim praznovanjem, v mesecu maju v desetem letu fašistične dobeje [ta muzej] Benito Mussolini podaril domovini. [Umberto] je položil prvi kamen tega muzeja, katerega zakladi so preživeli velike uničujoče težave in ohranjajo tisočletno civilizacijo prve Italije.«
Nova stavba je bila odprta leta 1932, vendar so jo ob izbruhu druge svetovne vojne zaprli, zaradi česar so bili njeni objekti premeščeni na varnejše lokacije. Leta 1954 so bile zbirke Museo Civico ponovno združene z zbirkami Museo Nazionale, ki je bil ponovno odprt za javnost leta 1959. Leta 1962 so bile odprte sobe za prazgodovino, protozgodovino in Locri, medtem ko sta bili galerija lapidarij in umetnostna galerija odprti leta 1969 in numizmatična galerija leta 1973.
Po zelo pomembni najdbi Bronastih bojevnikov iz Riace (ki je skupaj z Glavo filozofa prispevala k ugledu muzeja) je bila leta 1981 ustanovljena podvodna arheološka galerija, posvečena spominu na nadzornika Giuseppeja Fotija, ki je umrl tik pred odprtjem. Leta 1982 so preuredili galerije v grških kolonijah ter jonskih in tirenskih podkolonijah, tako da so prvo in drugo nadstropje odprli za javnost in dodali še 40 galerij. Zdaj obstajajo načrti za selitev galerije srednjeveške in moderne umetnosti (trenutno v drugem nadstropju) v drugo stavbo, da bi naredili prostor za tematske arheološke razstave, ki so v pripravi. Muzej je trenutno razdeljen na šest oddelkov in umetniško galerijo, ki so razvrščeni v kronološkem in topografskem vrstnem redu in se razprostirajo v 4 nadstropjih.